# 国立图卢兹应用科学学院
国立图卢兹应用科学学院〔INSA图卢兹,法语:INSA DE TOULOUSE〕是一所位于法国西南城市图卢兹的工程师类大学校，属于法国国立应用科学学院（INSA）集团五所学校的一所。

## 历史
学校创立于1963年，属图卢兹大学（Université de Toulouse）联盟学校之一。国立图卢兹应用科学学院是一所工程师教育及科学研究为一体的大学校。该校由法国高等教育部以及负责颁发工程师文凭的法国工程师教育协会授权，负责工程师培养和科学研究工作。
在校学生2740名（其中2730名工程师学生, 23%为外国学生），教职员工450人。学校现已有12000名工程师毕业。
INSA图卢兹共设有7个院系和2个教育中心，共十个专业。

## 课程设置
INSA图卢兹的工程师学位课程学制五年。2002年以前，学校采用传统的“2+3”学制，即前两年为理工科基础课阶段，此阶段内所有学生课程相同，不区分专业；后三年为工程师专业阶段，课程集中在学生所选择的专业领域。自2002年起，在欧洲高等教育一体化的框架内，学校进行了学制改革，开始采用“1+2+2”新学制，将理工科公共课阶段缩短为一年；以第二、三年为预备专业阶段，该阶段内学生根据个人意愿选择一个大概的专业方向，课程设置也因此而有所倾向；以第四、五年为专业课阶段，学生应当在第二阶段已选定的大专业方向内再次筛选，确定最终的专业。

## 专业设置
INSA图卢兹目前共有十个专业,七个院系：
- 生物化学系：
  - 生物化学专业;
- 土木工程系：
  - 土木工程专业；
- 电子与信息工程系:
  - 自动化、电子与计算机科学专业 ;
  - 网络与通讯科学专业 ;
  - 计算机科学专业;
- 机械工程系：
  - 机械工程专业
  - 系统工程专业
- 数学工程系：
  - 数学工程与数学建模专业；
- 物理工程系：
  - 物理工程专业（即材料工程与纳米技术专业）；
- 过程控制与环境科学系：
  - 工业过程与环境工程专业.

其中，系统工程专业在2006年仍隶属于机械工程系，然而作为一门集合了机械、电子、信息等多种学科的交叉性专业，其单独成系已只是一个时间的问题。该专业所有课程均为英文授课。
校园内材料力学、生物芯片、磁学、光电子学、微观液体力学、数学建模等多领域研究室为各学系教学提供了支援。
学校与企业关系紧密，与空中客车、Assystem、Sogeclair等工业企业签订了合作协议。

## 学校位置
INSA图卢兹位于 Rangueil 大学区内，与图卢兹三大（Universite Paul Sabatier Toulouse III），法国高等航空航天学院（SUPAERO-ENSICA）毗邻，乘地铁B线，或23号公交线路INSA站可到达。夜间线路N2也将校区与市中心连为一体。
学校与市区间的交通非常便利。